# NGC 7324
NGC 7324 est une galaxie lenticulaire relativement éloignée et située dans la constellation de Pégase. Cette galaxie a été découverte par l'astronome allemand Albert Marth en 1863. Sa vitesse par rapport au fond diffus cosmologique est de 9 419 ± 32 km/s, ce qui correspond à une distance de Hubble de 138,9 ± 9,7 Mpc (∼453 millions d'al).
La distance de Hubble de NGC 7323, située à proximité sur la sphère céleste est de 77,3 ± 5,4 Mpc (∼252 millions d'al), bien plus rapprochée que celle de NGC 7324. Ces deux galaxies forment donc une paire purement optique.